# Damalis cylindrica
Damalis cylindrica là một loài ruồi trong họ Asilidae. Damalis cylindrica được Hull miêu tả năm 1967.